# Pont Clair-Fort Kent
Le pont Clair-Fort Kent est un pont traversant le fleuve Saint-Jean. Il relie le village canadien de Clair (Nouveau-Brunswick) à la ville américaine de Fort Kent (Maine). 

## Histoire
Le chirurgien Paul Carmel Laporte eut l'idée de ce pont et, après maintes démarches, le gouvernement du Canada accepta le projet en 1929.